# سكيب فين
سكيب فين (بالإنجليزية: Skip Finn)‏ هو محامي أمريكي، ولد في 28 أكتوبر 1948 في كاس ليك في الولايات المتحدة، وتوفي في 17 مايو 2018 في منيابولس في الولايات المتحدة.